# Casemate du mont des Bruyères
La casemate du mont des Bruyères, appelée aussi casemate du cimetière du mont des Bruyères, est une des fortifications de la ligne Maginot, située sur la commune de Saint-Amand-les-Eaux, dans le département du Nord.

## Description
Il s'agit d'une casemate simple (tirant essentiellement d'un seul côté) de type « ancien front ». La construction en béton armé flanque vers le nord-est (vers la casemate voisine des Rosières) avec deux créneaux de tir en façade, le premier soit pour un jumelage de mitrailleuses, soit pour un canon antichar de 47 mm, et le second créneau pour un autre jumelage de mitrailleuses.
La défense rapprochée est confiée à une cloche GFM (pour guetteur et fusil mitrailleur) sur le toit plat de la casemate, renforcée par deux créneaux de tir pour fusil mitrailleur, l'un couvrant la porte et la moitié du fossé diamant, l'autre monté sur la porte blindée. Une partie de l'équipement intérieur de la casemate est installée en sous-sol.

## Histoire

### Construction
Le 28 décembre 1929, la Chambre des députés vote un programme de fortifications des frontières proposé par le ministre de la Guerre André Maginot, qui débouche sur la « loi du 14 janvier 1930 portant ouverture de crédits pour l'organisation défensive des frontières ». Il est prévu de dépenser 2,9 milliards de francs pour protéger la vallée de la Moselle (la « région fortifiée de Metz »), le nord de l'Alsace (la « RF de la Lauter »), les berges du Rhin et les vallées alpines (le Sud-Est). Dans ce programme, 50 millions de francs sont affectés à la construction dans le Nord de deux petits môles fortifiés. Ce premier cycle de fortifications (les « anciens fronts ») a été construit de 1929 à 1934, mais celles du Nord sont placées parmi la deuxième tranche, avec lancement des chantiers à partir de 1932.
Les deux môles fortifiés, sur lesquels doivent s'appuyer les unités de l'armée de campagne, profitent des couverts boisés de la forêt de Raismes au nord-ouest de Valenciennes et ceux de la forêt de Mormal au nord-ouest de Maubeuge. Ces deux ensembles de fortifications forment dans les années 1930 les noyaux du secteur fortifié de l'Escaut et du secteur fortifié de Maubeuge. Pour la forêt de Raismes, il s'agit d'une série de douze casemates d'infanterie construite le long de la lisière nord-est de la forêt, en retrait par rapport aux berges canalisées de la Scarpe (au nord) et de l'Escaut (à l'est et au sud).
Ces casemates ont été réalisées sous l’égide de la Commission d’organisation des régions fortifiées (CORF), sous la présidence du général Belhague. Cette commission était tatillonne, voulant tout voir, tout savoir, chaque modification étant soumise à son approbation. La conception et la réalisation de ces casemates réalisées par cette commission sont techniquement ce qui se fait alors de mieux : il ne s’agit pas de fortifications dites de « camelote », mais d’un ensemble parfaitement étudié et doté de toute la technicité nécessaire. Ce sont des casemates dites d’infanterie, toutes dotées d’un canon antichar de 47 ou de 37 mm. Leur construction va s’étaler jusqu’en 1934.
À partir de 1937, une ligne continue de petites casemates est aménagée le long de la frontière franco-belge, dont en avant des deux môles forestiers. Ces fortifications, plus modestes, sont construites par la main-d'œuvre militaire sur des plans établis par les services de la 1re région militaire (on parle de blockhaus MOM 1re RM) ou par la section technique du génie (STG),.

### 1939-1940
À partir de la mobilisation de septembre 1939, la casemate est occupée par son équipage, composé d'un détachement de la 108e CEO (compagnie d'équipages d'ouvrages) du 54e RIF (régiment d'infanterie de forteresse).
Le 10 mai 1940, les unités d'active déployées le long de la frontière, appartenant à la 2e division d'infanterie nord-africaine (2e DINA), se déplacent en Belgique dans le cadre du plan Dyle, laissant les maigres unités du secteur fortifié de l'Escaut, à savoir le 54e RIF, le 17e régiment régional de travailleurs (RRT) et un groupe du 161e régiment d'artillerie de position (RAP), seules sur place. Les jours suivants, le 17e RRT établit une inondation défensive sur la Scarpe en barrant l'écluse de Thun. Le 19 mai, les forces françaises se replient, la 2e DINA est de retour pour se positionner entre Maulde et Saint-Amand, tandis que la 1re DIM s'aligne sur l'Escaut. Le 21 mai, les troupes allemandes arrivent au contact, à Condé. Le 23, la ligne de blockhaus est percée. Le 24, les Allemands approchent de Valenciennes, dont le centre-ville est en flamme, puis le 25 entre en forêt de Raismes ; les troupes françaises se replient. Le 26, les dernières casemates se rendent. La moitié des hommes du 54e RIF et du 17e RRT sont faits prisonniers dans les poches de Lille puis de Dunkerque, l'autre moitié s'échappant par la mer.

### Restauration

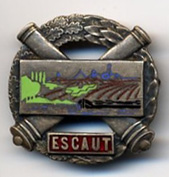
L'insigne du : panorama vu à travers un créneau avec au premier plan l'Escaut sur lequel navigue une péniche.

La casemate est entretenue et restaurée depuis 1995 par l'association Maginot Escaut, qui la fait visiter certains jours (le week-end des Journées du patrimoine ou sur rendez-vous),.
Son accès se fait par la rue du 54e RIF à Saint-Amand-les-Eaux, dans le quartier du Mont-des-Bruyères, à côté du cimetière.